# سيد جابر (طراح)
سيد جابر (بالفارسية: سیدجابر) هي قرية تقع في إيران في قسم طراح الريفي.